# Зооморфоза

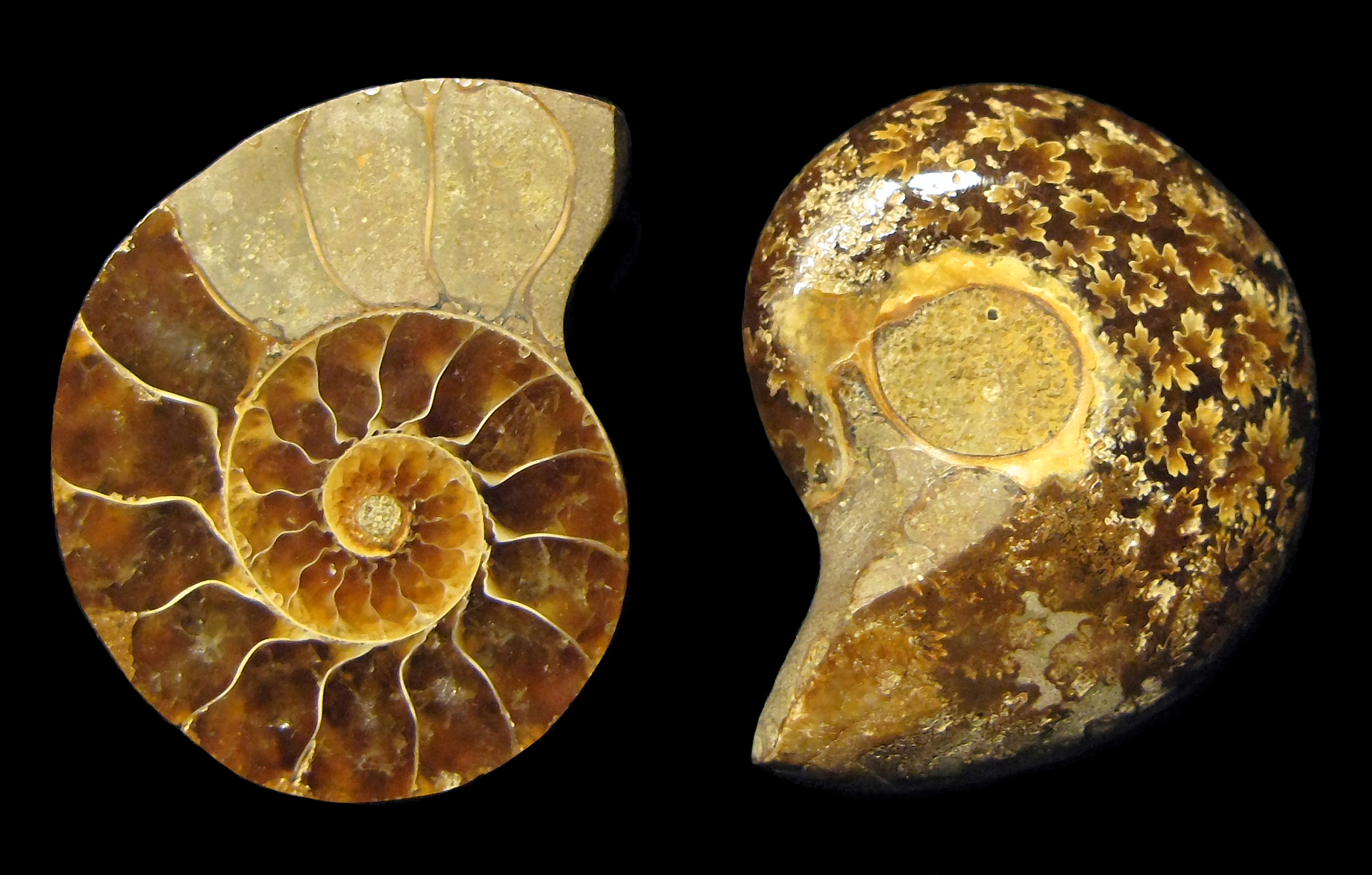

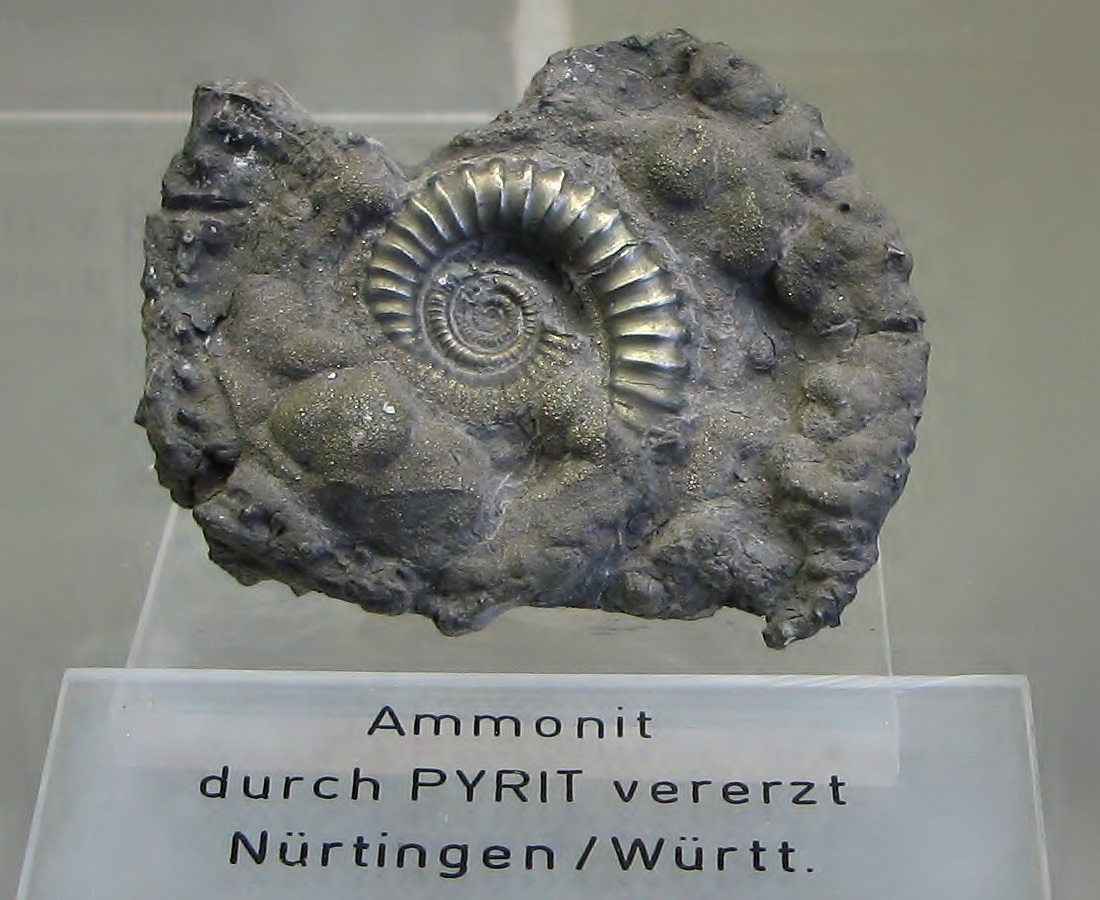
Зооморфоза піриту - Нюртінген, Вюртемберг.

Зооморфоза, звірокамінь (рос. зооморфоза, англ. zoomorph, нім. Zoomorphose f) – псевдоморфоза мінеральних речовин по тваринних рештках. 
Органічні залишки в осадових породах можуть або заміщатися мінеральною речовиною, або служити центром, навколо якого відбувається концентрація і вибіркове осадження мінералів. Так, поширені піритові і сидеритові біоморфози в юрських відкладеннях, піритизовані раковини молюсків, зокрема амоніти, белемніти і ін. 
Таким чином, у розширеному тлумаченні терміна до боіморфоз слід відносити також мінеральні агрегати в формі конкрецій, що формуються навколо деяких біогенних утворень. Останні створюють навколо себе геохімічне середовище, яке сприяє осадженню мінералів.